# Noah Hathaway
Noah Hathaway, de son nom de naissance Noah Leslie Hathaway, est un acteur américain, né le 13 novembre 1971, à Los Angeles.

## Biographie
Il est particulièrement connu pour avoir interprété le rôle d'Atreyu dans L'Histoire sans fin pour lequel il a acquis pendant quelque temps un statut d'idole des jeunes, surtout en Allemagne, ainsi que pour le rôle de Boxey dans la série Galactica.
Depuis 1986, il se consacre surtout au théâtre. 

## Filmographie partielle

### Cinéma
- 1980 : C'est ma chance : le fils d'Homer
- 1982 : Best Friends, de Norman Jewison : Lyle Ballou
- 1984 : L'Histoire sans fin : Atreyu
- 1986 : Troll : Harry Potter Jr.
- 2012 : Sushi Girl : Fish

### Télévision
- 1978 - 1979 : Galactica : Boxey (22 épisodes)
- 1980 : Mork and Mindy (1 épisode)
- 1980 : Huit, ça suffit ! (2 épisodes)
- 1982 : CHiPs (1 épisode)
- 1984 : Simon et Simon (1 épisode)
- 1985 : CBS Storybreak (voix)
- 1985 : Sacrée Famille (1 épisode)
- 1986 : Le Cheval de feu (voix)

## Distinctions

### Récompenses
- Saturn Award
  - Saturn Award du meilleur jeune acteur 1985 (L'Histoire sans fin)

### Nominations
- Young Artist Award :
  - Nommé à la Meilleure prestation dans une série télévisée - Acteur âgé de 10 ans ou moins 1980 (Galactica)
  - Nommé à la Meilleure prestation dans un film - Premier rôle masculin 1985 (L'Histoire sans fin)
  - Nommé au Meilleur doublage - Jeune acteur 1986 (CBS Storybreak)